# Happy Days Are Here Again
Pour les articles homonymes, voir Happy Days.
Clip vidéo
[vidéo] « Ben Selvin & His Orchestra - Happy Days Are Here Again », sur YouTube
[vidéo] « Annette Hanshaw - Happy Days Are Here Again », sur YouTube
Happy Days Are Here Again (Les jours heureux sont de retour, en anglais) est un standard de jazz américain, composé par Milton Ager, et écrit par Jack Yellen (en),. Il est enregistré en single en 1929 par Johnny Marvin (en) chez RCA Victor, et pour la musique du film Chasing Rainbows (À la poursuite des arcs-en-ciel) de la Metro-Goldwyn-Mayer, de 1930. 

## Histoire
Milton Ager et Jack Yellen (en) créent cette chanson populaire optimiste avec succès, en plein krach de 1929 et Grande Dépression des années 1930 « Les jours heureux sont de retour !, les cieux au-dessus sont à nouveau clairs, chantons à nouveau une chanson d'encouragement, les jours heureux sont de retour !... ». Elle est rapidement reprise avec succès par de nombreux interprètes, et devient la chanson-thème de l'élection présidentielle américaine de 1932 de Franklin Delano Roosevelt,,,,,,,,,,,,,,,,,,,.

## Reprises et adaptations
Ce standard de jazz est repris par de nombreux interprètes, parmi lesquels :
- 1930 : Leo Reisman et son orchestre
- 1930 : Ben Selvin (en) et son orchestre
- 1930 : Annette Hanshaw
- 1930 : Jack Hylton et son orchestre
- 1930 : Ernst Rolf (en)
- 1951 : Kurt Edelhagen (en) et son orchestre
- 1962 : Barbra Streisand (The Barbra Streisand Album)
- 1963 : Barbra Streisand avec Judy Garland
- 1968 : James Last
- 1978 : Freda Payne

## Distinction
La version enregistrée par Ben Selvin et son orchestre en 1930 reçoit le Grammy Hall of Fame Award en 2007. 

## Cinéma, télévision, musique de film
- 1930 : Chasing Rainbows, de Charles Reisner.
- 1974 : Gatsby le Magnifique, de Jack Clayton et Francis Ford Coppola, avec Robert Redford et Mia Farrow.
- 2010 : Glee (série télévisée)[27]